# 836

## Събития
- Край на управлението на българина Маламир и начало на управлението на Пресиан.

След преговори с местното население и кан Маламир Пловдив е включен в територията на България.

## Починали
Маламир